# Mario Nevado Gil
Mario Nevado Gil (geboren am 31. Juli 2002 in Madrid) ist ein spanischer Handballspieler, der auf der Spielposition linker Rückraum und Rückraum Mitte eingesetzt wird.

## Vereinskarriere
Er begann mit dem Handball bei Club Balonmano Concepción in Madrid, spielte dann neun Jahre bei BM Alcobendas, davon ab 2020 drei Jahre in der División de Honor Plata, der zweiten spanischen Liga. Ab 2023 spielte er für Viveros Herol Balonmano Nava; er debütierte mit dieser Mannschaft in der Saison 2023/2024 in Spaniens höchster Spielklasse, der Liga Plenitude. Im Sommer 2025 wechselte Nevado zum Ligakonkurrenten Bidasoa Irun.

## Auswahlmannschaften
Nevado wurde im Jahr 2020 erstmals zu einem Lehrgang der spanischen Jugendnationalmannschaft berufen.
Er spielte mit den Hispanos Universitarios der RFEBM bei den Campeonatos del Mundo Universitarios 2024, bei der er mit der spanischen Auswahl die Goldmedaille für den ersten Platz gewann.